# 埃里克·滕哈赫
埃里克·滕哈赫（荷蘭語發音：[ˈeːrɪk tən ɦɑx]；1970年2月2日—），是荷蘭職業足球教練及前足球運動員，現任德甲球會利華古遜主教練。球員時代司職中後衛，曾效力多支荷蘭球會，包括川迪、迪加史卓普及烏德勒支等，並於2001年隨川迪贏得荷蘭盃冠軍。
退役後轉任教練，滕哈赫先後執教前進伊高斯、烏德勒支及阿賈克斯等荷甲球會，其中在阿賈克斯時期最為成功，率隊兩奪荷甲冠軍，並在2018-19賽季帶領球隊時隔22年再次晉身歐洲冠軍聯賽四強。2022年出任曼聯主教練，成為球會歷史上首位荷蘭籍主帥，任內贏得聯賽盃及足總盃冠軍。2024年7月接掌德甲利華古遜教鞭，簽約三年。
滕哈赫以注重控球、高位逼搶的戰術風格聞名，其執教理念深受荷蘭全能足球傳統影響，擅長培養年輕球員及打造進攻體系。

## 球员生涯
球员时代，滕哈赫司职中后卫位置，也可客串后腰。他的整个职业生涯均在荷兰联赛度过，曾三度效力特温特，短暂效力格拉夫夏普、瓦尔韦克、以及乌德勒支。
滕哈赫曾随格拉夫夏普夺得1990–91赛季荷兰足球乙级联赛冠军。十年後，他随特温特奪得2000–01赛季荷兰杯冠军。2001–02赛季荷甲联赛结束后，三十二歲的滕哈赫选择退役。

## 执教生涯

### 早期生涯
2012年，荷乙俱乐部前进之鹰的股东任命滕哈赫为一线队的新任主教练。
2013年6月6日，滕哈赫被德甲俱乐部拜仁慕尼黑任命为预备队主教练，他将带领球队征战巴伐利亚地区联赛。滕哈赫最终在2015年被沃格尔代替。2015年5月22日，拜仁预备队0-1输给了纽伦堡预备队，这也是滕哈赫以主教练的身份在这支巴伐利亚球队执教的最后一场比赛。
2015年夏天，滕哈赫成为荷甲俱乐部乌德勒支主教练兼体育总监，第一季执教带队取得第5名。在2016–17赛季中，滕哈赫提升球會的联赛排名至第4位，成功预订了一个欧联杯附加赛的席位。

### 阿贾克斯
2017年12月21日，荷甲俱乐部阿贾克斯解雇球队主教练凯泽尔后，任命滕哈赫为新任主教练。
2019年，滕哈赫带领阿贾克斯时隔22年再次闯进欧冠半决赛。阿贾克斯先是在1/8决赛中以5-3的总比分大胜卫冕冠军、欧冠霸主皇家马德里。在首回合1-2输球的不利情况下，他们在次回合中在皇马主场伯纳乌球场4-1逆转晋级1/4决赛。在8强赛中，阿贾克斯的对手是拥有葡萄牙巨星的意甲豪门尤文图斯。阿贾克斯在首回合主场1-1战平对手，并在次回合2-1击败“斑马军团”，以3-2的总比分挺进半决赛。在半决赛首回合中，滕哈赫带领阿贾克斯在新建成的托特纳姆热刺球场1-0小胜英超强队热刺。但在次回合中，阿贾克斯在上半场比赛中打进两球，2-0领先对手。在下半场比赛中，小卢卡斯连入两球。在第96分钟，小卢卡斯又进一球，帮助球队以3-2的比分绝杀阿贾克斯，挺进决战。
2019年5月5日，阿賈克斯於荷蘭盃決賽擊敗威廉二世，坦夏格獲得執教生涯第一個冠軍。10天後，阿贾克斯作客1-4擊敗格拉夫夏普，获得当季荷甲冠军，成為雙冠王。
2021年4月18日，坦夏格帶領球會於荷蘭盃決賽以2-1擊敗维特斯，破紀錄獲得球會史上第20座國內盃賽冠軍。两周后，他与阿贾克斯续约至2022–23赛季结束。

### 曼聯
2022年4月21日，英超球隊曼聯宣佈，坦夏格將會在2022-23球季開始成為球會領隊，簽約三年，另有延長一年選項
。
接手曼聯後，坦夏格先後簽入、安東尼等球員。二月份奪得聯賽盃冠軍，終結球會長達五年半的冠軍荒，亦在英超以75分排在第三位，成功奪得來季歐冠入場劵。這比起上一季在英超只拿58分和四大皆空的差勁成績已經是非常顯著的進步。
2023-24賽季，曼聯戰績及表現急速下滑，雖然簽入了、及等球員，但在多名主力及新加盟球員先後因傷患長期缺陣、在陣球員表現欠佳下，英超及歐冠成績強差人意。當中，歐冠小組賽獲一勝一和四敗的惡劣成績，敬陪末席；英超方面，球會締造1990年後最低排名，以60分屈居第八，打破球隊歷史上最多敗仗的賽季。然而，曼聯在足總盃八強以4比3擊敗死敵利物浦，更於決賽以2比1擊敗同城死敵曼城奪冠，幫助曼聯獲得來年歐霸盃資格。
經歷長達兩星期的評估，英力士決定讓坦夏格留任曼聯領隊，並會開出新合約。2024年7月4日，曼聯官方宣佈與坦夏格續約至2026年6月。
2024年10月27日，曼聯被韋斯咸以1－2擊敗。比賽結束翌日，據衛報、BBC等各大英國媒體爆料，坦夏格被曼聯解僱，其後得到官方的證實。

## 執教風格

### 戰術
坦夏格是一位現代足球領隊，他採用有目的，以控球為基礎的垂直Tiki-taka足球風格。他最喜歡的陣型是4-2-3-1，在阿賈克斯使用該系統的變體獲得了最好的結果。由於10號位處於更保守的位置，而翼鋒的運作方式比標準體系中更像前鋒。
坦夏格戰術的關鍵是克服組織進攻中的弱點。透過認識和利用防守漏洞，坦夏格的球隊可以保持控球，創造入球機會，並擾亂對手的防守組織。為克服這些弱點，坦夏格經常依賴防守中場的戰術智慧，充當球隊比賽的協調者，促進從防守到進攻的順利過渡。透過掌握克服進攻中弱點的技巧，球隊可以增強在壓力下保住控球權，並發動毀滅性反擊的能力。

### 管理風格
坦夏格的管理風格嚴格、紀律嚴明。面對巨星違反紀律，坦夏格決定將其禁賽。C羅接受訪問，公開表示不尊重領隊後，坦夏格終止其合約。
2023年9月初作客阿仙奴的比賽，與坦夏格鬧翻。當時，坦夏格沒有將桑喬放進大名單。坦夏格聲稱他缺席是因為在比賽前沒有達到要求的訓練標準。桑喬回應了一則推文，對此提出質疑，並稱坦夏格是個騙子。隨後，桑喬拒絕向荷蘭人道歉，因此被排除在外。。

## 評價

### 球員
：「他是我遇過最好的教練。因為一切，他是最好的。
他整天都是足球，只是足球，足球，足球。他所取得的進步、在足球的投入令人難以置信。他總是在戰術方面發展自己，研發新事物。你總是可以和他一起學到很多東西。」

### 領隊
：「艾歷（坦夏格）因其在阿積士所做的工作而被視為當今世界足壇最令人興奮的教練人才之一，」

## 生涯數據

### 球員生涯
| 球會       | 球季      | 聯賽             | 聯賽 | 聯賽 | 荷蘭盃 | 荷蘭盃 | 歐洲賽 | 歐洲賽 | 其他 | 其他 | 總共 | 總共 |
| 球會       | 球季      | 聯賽級別         | 上陣 | 入球 | 上陣   | 入球   | 上陣   | 入球   | 上陣 | 入球 | 上陣 | 入球 |
| ---------- | --------- | ---------------- | ---- | ---- | ------ | ------ | ------ | ------ | ---- | ---- | ---- | ---- |
| 特温特     | 1989–90   | 荷蘭甲組足球聯賽 | 14   | 0    |        |        | 0      | 0      | —    | —    | 14   | 0    |
| 迪加史卓普 | 1990–91   | 荷蘭乙組足球聯賽 | 37   | 5    |        |        | —      | —      | —    | —    | 37   | 5    |
| 迪加史卓普 | 1991–92   | 荷蘭甲組足球聯賽 | 17   | 1    |        |        | —      | —      | —    | —    | 17   | 1    |
| 迪加史卓普 | 總共      | 總共             | 54   | 6    |        |        | —      | —      | —    | —    | 54   | 6    |
| 特温特     | 1992–93   | 荷蘭甲組足球聯賽 | 24   | 1    |        |        | —      | —      | —    | —    | 24   | 1    |
| 特温特     | 1993–94   | 荷蘭甲組足球聯賽 | 21   | 1    |        |        | 1      | 0      | —    | —    | 22   | 1    |
| 特温特     | 總共      | 總共             | 45   | 2    |        |        | 1      | 0      | —    | —    | 46   | 2    |
| 瓦尔韦克   | 1994–95   | 荷蘭甲組足球聯賽 | 31   | 2    |        |        | —      | —      | —    | —    | 31   | 2    |
| 乌德勒支   | 1995–96   | 荷蘭甲組足球聯賽 | 30   | 2    |        |        | —      | —      | —    | —    | 30   | 2    |
| 特温特     | 1996–97   | 荷蘭甲組足球聯賽 | 26   | 1    |        |        | —      | —      | —    | —    | 26   | 1    |
| 特温特     | 1997–98   | 荷蘭甲組足球聯賽 | 33   | 0    |        |        | 5      | 0      | —    | —    | 38   | 0    |
| 特温特     | 1998–99   | 荷蘭甲組足球聯賽 | 29   | 0    |        |        | 4      | 0      | —    | —    | 33   | 0    |
| 特温特     | 1999–2000 | 荷蘭甲組足球聯賽 | 30   | 2    |        |        | —      | —      | —    | —    | 30   | 2    |
| 特温特     | 2000–01   | 荷蘭甲組足球聯賽 | 28   | 0    |        |        | —      | —      | —    | —    | 28   | 0    |
| 特温特     | 2001–02   | 荷蘭甲組足球聯賽 | 16   | 0    |        |        | 2      | 0      | 1    | 0    | 19   | 0    |
| 特温特     | 總共      | 總共             | 162  | 3    |        |        | 11     | 0      | 1    | 0    | 174  | 3    |
| 生涯總共   | 生涯總共  | 生涯總共         | 336  | 15   |        |        | 12     | 0      | 1    | 0    | 349  | 15   |

1. ↑  总比分为3-3平，但热刺拥有3粒客场进球，多于阿贾克斯的两粒，因此他们以客场进球的优势晋级决赛
2. ↑  联赛冠军以及本土杯赛冠军
3. 1 2 3  歐洲足協盃上陣次數
4. ↑   圖圖盃上陣次數
5. ↑  告魯夫盾上陣次數

### 執教生涯
最後更新：2024年10月28日
| 球會             | 由             | 至             | 紀錄 | 紀錄 | 紀錄 | 紀錄 | 紀錄  | 紀錄 | 紀錄 | 紀錄  |
| 球會             | 由             | 至             | G    | W    | D    | L    | GF    | GA   | GD   | 胜率  |
| ---------------- | -------------- | -------------- | ---- | ---- | ---- | ---- | ----- | ---- | ---- | ----- |
| 前进之鹰         | 2012年7月1日   | 2013年6月6日   | 39   | 19   | 10   | 10   | 86    | 60   | +26  | 48.72 |
| 拜仁慕尼黑预备队 | 2013年6月6日   | 2015年5月22日  | 72   | 48   | 10   | 14   | 156   | 63   | +93  | 66.67 |
| 乌德勒支         | 2015年5月23日  | 2017年12月27日 | 111  | 56   | 25   | 30   | 202   | 152  | +50  | 50.45 |
| 阿贾克斯         | 2017年12月28日 | 2022年5月15日  | 215  | 159  | 27   | 29   | 593   | 184  | +409 | 73.95 |
| 曼聯             | 2022年5月23日  | 2024年10月28日 | 128  | 70   | 23   | 35   | 217   | 165  | +52  | 54.69 |
| 總共             | 總共           | 總共           | 565  | 352  | 95   | 118  | 1,254 | 624  | —    | 62.30 |

## 荣誉

### 球员生涯
格拉夫夏普
- 荷兰足球乙级联赛冠军：1990–91（英语：1990–91 Eerste Divisie）

 特温特
- 荷兰杯冠军：2000–01（英语：2000–01 KNVB Cup）

### 执教生涯
阿贾克斯
- 荷兰足球甲级联赛冠军：2018–19（英语：2018–19 Eredivisie）、2020–21、2021–22
- 荷兰杯冠军：2018–19（英语：2018–19 KNVB Cup）、2020–21（英语：2020–21 KNVB Cup）[12]
- 告魯夫盾冠军：2019（英语：2019 Johan Cruyff Shield）

 曼联
- 英格兰联赛盃冠军：2022–23
- 英格蘭足總盃冠軍：2023–24[35]

### 个人奖项
- ：2016、2019、2021
- 英超每月最佳領隊：2022年9月、2023年2月、2023年11月[36]